# Eline Hansen
Eline Johanne Frederikke Hansen, född 1859, död 1919, var en dansk feminist och skolköksinspektör. Hon var medgrundare till Danske Kvinders Nationalråd (DKN).

## Biografi
Hansen var dotter till segelmakarmästare Christian Jacob H. (1832-1880) och Johanne Margrethe Rasmussen (1822-1891). Som 16-åring reste Hansen från Assens till Köpenhamn och blev student på N. Zahles privatlärarkurs. Hon blev sedan lärare på Sæby Realskole. 1883 tog hon examen som lärare och undervisade 1884-89 vid Aarhus flickskola, ledd av Albertine Sørensen. 1889-1910 var hon anställd inom Köpenhamns kommunala skolväsende.

### Arbete i skolsystemet
Hansen såg skolan som ett område där kvinnosaken hade stora uppgifter, både i arbetet för att den växande lärargruppen ska få lika villkor med de manliga lärarna och för skolflickornas utbildning. Detta resulterade bland annat i att hon, uppmuntrad av hushållspionjären Birgitte Berg Nielsen, engagerade sig i de praktiska ämnena, handarbete, gymnastik och särskilt skolköket, som skolämne för flickor. År 1897 betalade Köpenhamns kommun Hansen för att utbildas till skolkökslärare i Oslo.
Hon lyckades etablera ettåriga skolmatlagningskurser vid Danmarks Lärarkollegium från 1901. Hansen var lärare i pedagogisk handledning och skolköksmetodik vid kursen fram till sin död 1919, och gjorde tillsammans med inspektören Karen Blicher en pionjärinsats för att utveckla såväl en praktisk som teoretisk-systematisk undervisningsform i ämnet. Som ett led i förberedelserna hade hon med kommunalt och statligt stöd gjort studieresor för att undersöka skolköksundervisning i Belgien, Tyskland, England och Skottland, länder där ämnet redan praktiserats i decennier.
Hansen var 1904-1910 ledamot av Köpenhamns skolstyrelses första stående lärarkommitté, och 1905-1909 ordförande i Köpenhamns kommunala lärarförening. Med denna tjänst fick hon stort inflytande på skolmatlagningens snabba spridning i kommunen. Som tack för hennes ansträngningar att höja lönerna för köksskolelärlingar 1908 samlade kollegor in pengar till en fond som inrättade en semesterkoloni för skolflickor från Köpenhamn nära Hansens hemstad Assens. Hon var chef för stiftelsen och tillbringade sin semester med skolflickorna. 1910 blev hon den första skolkökinspektören i Köpenhamns kommunala skolsystem. Här utarbetade hon pedagogiska undervisningshandledningar och planer för inredningen av skolköken, som varade i decennier.

### Arbete inom kvinnorörelsen
Hansen var mycket aktiv i kvinnorörelsen. 1886 var hon medgrundare av Dansk Kvindesamfunds lokalavdelning i Århus. 1893-1903 var hon styrelseledamot i Dansk Kvindesamfund och sekreterare i verkställande kommittén.
Hansen var särskilt engagerad i kampen för kvinnors rösträtt, och ersatte 1909 Vibeke Salicath som ordförande för de Danske Kvindeforeningers Valgretsforbund. Dessutom deltog hon 1899 i bildandet av det Danske Kvinders Nationalråd (DKN), och var i dess styrelse i flera år. Hon var också med i Danska Kvinnors Nationalråds hälsokommitté, inrättad 1911. 
Vid International Woman Suffrage Alliances stora kongress i Köpenhamn 1906, fungerade hon som tolk, och fick många utländska kontakter. Hansen fungerade fram till sin död som en känd internationell kontaktperson utomlands för de rörelser hon deltog i. Hon gjorde under första världskriget ett stort arbete för att etablera och upprätthålla kopplingen mellan tyska och engelska kvinnor. Under krigsåret 1915 deltog hon i den Internationella Kvinnokongressen i Haag 1915. När hon kom hem grundade hon, tillsammans med Thora Daugaard, Clara Tybjerg, Louise Wright och Eva Moltesen, den Danske Kvinders Fredskæde, senare Women's International League for Peace and Freedom, där hon blev kassör.
Hansen var ordförande i den radikala väljarföreningen. Vid det första allmänna valet med kvinnlig rösträtt 1918 nominerades hon som kandidat i Köpenhamn av Dansk Kvindesamfund, men blev inte invald. Som en ivrig förespråkare för rösträtten trodde hon att "Om kvinnor vill ha rättigheter måste de också ta sin del av plikterna!"